# 10 Monocerotis
10 Monocerotis è una stella bianco-azzurra nella sequenza principale di magnitudine 5,04 situata nella costellazione dell'Unicorno. Dista 1353 anni luce dal sistema solare ed è situata all'interno dell'ammasso aperto NGC 2232.

## Osservazione
Si tratta della stella che domina il giovane ammasso NGC 2232, visibile circa 3,5° a nordest di γ Monocerotis. Si tratta di una stella situata nell'emisfero celeste australe, ma molto in prossimità dell'equatore celeste; ciò comporta che possa essere osservata da tutte le regioni abitate della Terra senza alcuna difficoltà e che sia invisibile soltanto molto oltre il circolo polare artico. Nell'emisfero sud invece appare circumpolare solo nelle aree più interne del continente antartico. La sua magnitudine pari a 5 fa sì che possa essere scorta solo con un cielo sufficientemente libero dagli effetti dell'inquinamento luminoso.
Il periodo migliore per la sua osservazione nel cielo serale ricade nei mesi compresi fra dicembre e maggio; da entrambi gli emisferi il periodo di visibilità rimane indicativamente lo stesso, grazie alla posizione della stella non lontana dall'equatore celeste.

## Caratteristiche fisiche
La stella è una bianco-azzurra nella sequenza principale; possiede una magnitudine assoluta di -3,05 e la sua velocità radiale positiva indica che la stella si sta allontanando dal sistema solare.
10 Monocerotis ha due compagne ottiche: B è di magnitudine 9,2, separata da 77,2 secondi d'arco da A e con angolo di posizione di 256 gradi, mentre C è di magnitudine 9,2, separata da 80,7 secondi d'arco da A e con angolo di posizione di 231 gradi. Tuttavia, data la grande distanza relativa da A (oltre mezzo anno luce), potrebbero essere solo sulla linea di vista con la Terra e non essere legate gravitazionalmente alla principale.